# Mythor
Mythor war eine deutsche Fantasy-Heftroman-Serie, die von 1980 bis 1985 zuerst wöchentlich, später zweiwöchentlich im Verlag Pabel-Moewig erschien. Zwischen 2000 und 2002 veröffentlichte der Weltbild-Verlag die ersten 51 Romane in einer von Hubert Straßl überarbeitete Hardcover-Ausgabe des ersten Romanzyklus in 17 Bänden. Im Oktober 2000 erschien von ihm verfasst mit Fluch der Schattenzone  die Vorgeschichte zur Serie als gebundener Roman bei Moewig Fantastic. Die zehn Romane des Schattenland-Zyklus erschienen 2009 bis 2010 in einer bearbeiteten Neuausgabe als fünf Taschenbücher beim FanPro-Verlag.

## Inhalt
Mythor erschien in insgesamt 192 Bänden im Heftformat. Mythor war (nach Dragon) der zweite Versuch, in Deutschland eine mit Perry Rhodan vergleichbare Serie im Fantasy-Bereich zu etablieren. Viele der Autoren waren auch bei Perry Rhodan beteiligt, wie z. B. Peter Terrid, Hans Kneifel und Ernst Vlcek, andere, wie Hubert Haensel, stießen später fest dazu. 'Mythor' entstand nach Exposés (Handlungsvorgaben), bis zur #20 stammten diese von William Voltz, danach von Ernst Vlcek, von Band 182–183 von Hans Kneifel & Horst Hoffmann und ab #184 von Werner K. Giesa.
Nach Abklingen des Fantasy-Booms der frühen 1980er Jahre ging auch die Serie zu Ende. Ab dem Jahr 2000 erschien bei der Verlagsgruppe Weltbild eine Neuausgabe in Buchform, die nach 17 Bänden (mit dem Ende des Gorgan-Zyklus) eingestellt wurde.
Mythor ist der Name des Haupthelden, der in den ersten einundfünfzig Romanen (Gorgan-Zyklus) in einer eher klassischen Fantasy-Welt seine eigene Position als „Sohn des Kometen“ sucht. In den Heften bis einschließlich #99 zieht er über die streng als Matriarchat organisierte Südwelt zum „Hexenstern“ am Südpol, wo er auf sein weibliches Gegenstück trifft, Fronja, die Tochter des Kometen.
Die folgenden fünfzig Romane teilen sich in die, zum Teil durch die Bilderwelt von Dantes Inferno beeinflusste, Reise in die Dämonenwelt in 40 Romanen (Schattenzone-Zyklus, 100 – 139) und die auf die Entscheidungsschlacht zwischen Licht und Finsternis (Allumeddon, #139) folgende Suche nach Mythors Selbst und von Seiten des Verlags nach neuen Lesern (Aegyrland-Zyklus). Mit Band 150 beginnt ein neuer Kurzzyklus von zehn Romanen, der mit einem in Folgen ausgeliefertem Brettspiel begleitet wurde und die Folgen von Allumeddon zeigen soll (Drachenland-Zyklus). Der Aygyrland-Zyklus erschien als 'Schattenland'-Zyklus ab 2009 in einer von Rainer Nagel bearbeiteten Neuauflage als Taschenbücher im FanPro Verlag.
Darauf folgt, projektiert bis Band 200, mit dem Dimensionsreisen beginnen sollten, die Suche nach den Kapiteln des „Buchs der Alpträume“, ein Wettlauf gegen die Antagonisten vonseiten der Finsternis, der mit Band 192 seinen vorzeitigen Abschluss findet (BDA-Zyklus). Der bereits fertiggestellte Roman 193 (Nykerien erwacht) von Autor Hubert Haensel erschien außerhalb der Serie in Ausgabe 36 (1986), das Konzept für spätere Romane in Ausgabe 37 (1987) der Zeitschrift für Phantastik Magira des Ersten Deutschen Fantasy Clubs EDFC.

## Wirkungsgeschichte
Der Erste Deutsche Mythor-Club EDMC, Vorgänger des Vereins der Freunde Myras VFM e. V., motivierte in den 1980er Jahren seine Mitglieder zu eigener Aktivität im Bereich Fantasy. Mehrere Autoren machten hier ihre ersten literarischen Gehversuche, etwa Christel Scheja, Autorin mehrerer auf Das Schwarze Auge basierender Aventurien-Romane, Verena Themsen, heute Team-Autorin der Perry Rhodan Serie, oder der erfolgreiche Autor von historischen Romanen und Jugend-Fantasy, Kai Meyer. Andere haben sich beruflich der Ausrüstung historischer Simulationen oder der Ausrichtung von LARPs zugewandt.
Die Mythor-Serie bildet seit 1983 den historischen Hintergrund des literarischen Projekts Myra, in dem diese Geschichten zum Teil fortgeschrieben werden. Eine kurze Zeit gab es Ende der 1990er Jahre von der Firma PeliCorn auch ein auf Mythor basierendes kommerzielles Postspiel oder Play by Mail, Vangor PBM.

## Autoren
Die Autoren der Serie waren:
- Neal Davenport, Pseudonym von Kurt Luif
- W. K. Giesa
- Hubert Haensel
- Horst Hoffmann
- Hans Kneifel
- Peter Terrid
- Hugh Walker, Pseudonym von Hubert Straßl
- Hans W. Wiener
- Paul Wolf, Pseudonym von Ernst Vlcek
- Ernst Vlcek

## Titelliste
| Nr. | Autor                  | Titel                         |
| --- | ---------------------- | ----------------------------- |
| 1   | Hugh Walker            | Der Sohn des Kometen          |
| 2   | Horst Hoffmann         | Die Flotte der Caer           |
| 3   | Paul Wolf              | Die Goldene Galeere           |
| 4   | Paul Wolf              | Der wahnsinnige Xandor        |
| 5   | Peter Terrid           | Die Lichtburg                 |
| 6   | Peter Terrid           | Das Gläserne Schwert          |
| 7   | Hans Kneifel           | Die Peststadt                 |
| 8   | Hans Kneifel           | Der Bestienhelm               |
| 9   | Hans W. Wiener         | Der Mammutfriedhof            |
| 10  | Hans W.Wiener          | Insel des Schreckens          |
| 11  | Horst Hoffmann         | Die Peitschenbrüder           |
| 12  | Horst Hoffmann         | Der Wolfsmann                 |
| 13  | Horst Hoffmann         | Althars Wolkenhort            |
| 14  | Hugh Walker            | Der magische Turm             |
| 15  | Paul Wolf              | Stadt der Piraten             |
| 16  | Paul Wolf              | Der Fall von Thormain         |
| 17  | W. K. Giesa            | Die Ebene der Krieger         |
| 18  | W. K. Giesa            | Das Turnier der Caer          |
| 19  | Hans Kneifel           | Das verwunschene Tal          |
| 20  | Hans Kneifel           | Der Mann auf dem Einhorn      |
| 21  | Hubert Haensel         | Der Schwefelfluß              |
| 22  | Hubert Haensel         | Das Nest der Nadelschlange    |
| 23  | Peter Terrid           | Befehle aus der Schattenzone  |
| 24  | Peter Terrid           | Zweikampf der Zauberer        |
| 25  | Hans Kneifel           | Die Kundschafter              |
| 26  | Hans Kneifel           | Im Niemandsland               |
| 27  | Paul Wolf              | Kämpfer der Lichtwelt         |
| 28  | Neal Davenport         | Der Kleine Nadomir            |
| 29  | Horst Hoffmann         | Die Straße des Bösen          |
| 30  | Horst Hoffmann         | König Mythor                  |
| 31  | Hans Kneifel           | Der Glücksritter              |
| 32  | Paul Wolf              | Das Orakel von Theran         |
| 33  | Hubert Haensel         | Stein der Dämonen             |
| 34  | W. K. Giesa            | Drachenflug                   |
| 35  | Neal Davenport         | Das Tor des Südens            |
| 36  | Peter Terrid           | Die Inseln der Verfemten      |
| 37  | Peter Terrid           | Der Koloß von Tillorn         |
| 38  | Hans Kneifel           | Der Meisterdieb               |
| 39  | Hans Kneifel           | Die drei Dämonischen          |
| 40  | Horst Hoffmann         | Treibgut der Strudelsee       |
| 41  | Horst Hoffmann         | Insel der Träumer             |
| 42  | Paul Wolf              | Schattenjagd                  |
| 43  | W. K. Giesa            | Am Kreuzweg der Lichtwelt     |
| 44  | W. K. Giesa            | Piraten der Wüste             |
| 45  | Hubert Haensel         | Die Eiskrieger                |
| 46  | Horst Hoffmann         | Prinz der Düsternis           |
| 47  | Hans Kneifel           | Unter dem Schwertmond         |
| 48  | Hans Kneifel           | Die Waffen des Lichtboten     |
| 49  | Peter Terrid           | Der Drachensee                |
| 50  | Paul Wolf              | Die Mauern von Logghard       |
| 51  | Paul Wolf              | Vorstoß in die Schattenzone   |
| 52  | Horst Hoffmann         | Im Reich der Feuergöttin      |
| 53  | Horst Hoffmann         | Der Held und die Feuergöttin  |
| 54  | W. K. Giesa            | Vina, die Hexe                |
| 55  | W. K. Giesa            | Luftgeister greifen an        |
| 56  | Hubert Haensel         | Die Amazonen von Vanga        |
| 57  | Hubert Haensel         | Flucht aus Korum              |
| 58  | Hans Kneifel           | In Hadam wartet der Henker    |
| 59  | Hans Kneifel           | Irrfahrt durch die Düsterzone |
| 60  | Horst Hoffmann         | Das böse Auge                 |
| 61  | Horst Hoffmann         | Die Riesen vom Hungerturm     |
| 62  | Hubert Haensel         | Die schwimmende Stadt         |
| 63  | W. K. Giesa            | Die Bestie erwacht            |
| 64  | Horst Hoffmann         | Schule der Hexen              |
| 65  | W. K. Giesa            | Treibjagd der Amazonen        |
| 66  | Hubert Haensel         | Die Katakomben von Acron      |
| 67  | Paul Wolf              | Krieg der Hexen               |
| 68  | Ernst Vlcek            | Traumland der Ambe            |
| 69  | Hugh Walker            | Die Barbaren                  |
| 70  | Peter Terrid           | Abenteuer in Erron            |
| 71  | Peter Terrid           | Die goldene Riesin            |
| 72  | Hans Kneifel           | An den Springquellen          |
| 73  | Hans Kneifel           | Die Alptraumritter            |
| 74  | W. K. Giesa            | Das Fest der Masken           |
| 75  | W. K. Giesa            | Der Tod der Lumenia           |
| 76  | Horst Hoffmann         | Das nasse Grab                |
| 77  | Horst Hoffmann         | Die versunkene Welt           |
| 78  | Hugh Walker            | Aufbruch der Barbaren         |
| 79  | Hans Kneifel           | Das Tal der Schmetterlinge    |
| 80  | Hans Kneifel           | Palast der Tränen             |
| 81  | Hugh Walker            | Herr der Stürme               |
| 82  | Hubert Haensel         | Götter des Meeres             |
| 83  | Hubert Haensel         | Die Namenlose                 |
| 84  | W. K. Giesa            | Stadt der Amazonen            |
| 85  | W. K. Giesa            | Kampf in der Arena            |
| 86  | Peter Terrid           | Die Chronik der Burg Narein   |
| 87  | Paul Wolf              | Der Hexenhain                 |
| 88  | Peter Terrid           | Der Kampf um die Burg         |
| 89  | Paul Wolf              | Der Lava-Mann                 |
| 90  | Hugh Walker            | Triumph der Großen Horde      |
| 91  | Hugh Walker            | Das Ende eines Dämons         |
| 92  | Horst Hoffmann         | Sturm auf den Hexenstern      |
| 93  | Horst Hoffmann         | Hexengewitter                 |
| 94  | W. K. Giesa            | Der Frostpalast               |
| 95  | Peter Terrid           | Die Zaubermütter              |
| 96  | Hubert Haensel         | Duell am Hexenstern           |
| 97  | Hans Kneifel           | Tempel der Rache              |
| 98  | Hans Kneifel           | Mit Schwert und Magie         |
| 99  | Hubert Haensel         | Die Stunde der ZAEM           |
| 100 | Paul Wolf              | Die Tochter des Kometen       |
| 101 | Horst Hoffmann         | Die Horden der Schattenzone   |
| 102 | Peter Terrid           | Inseln im Chaos               |
| 103 | W. K. Giesa            | Meuterei auf der Luscuma      |
| 104 | Peter Terrid           | Inscribe, die Löwin           |
| 105 | Hugh Walker            | Im Schatten der Schlange      |
| 106 | Hugh Walker            | Die Wiege des Bösen           |
| 107 | Hubert Haensel         | Der Thron der Haryion         |
| 108 | Horst Hoffmann         | Der Menschenjäger             |
| 109 | Peter Terrid           | Der Götterbote                |
| 110 | Hans Kneifel           | Der neue Herrscher            |
| 111 | Hugh Walker            | Das Grab des Tauren           |
| 112 | Paul Wolf, Hugh Walker | Der magische Bann             |
| 113 | Paul Wolf              | Das Feuer der Zeit            |
| 114 | Hubert Haensel         | Traumlawine                   |
| 115 | Horst Hoffmann         | Die magische Fessel           |
| 116 | Hans Kneifel           | Die Todespfeiler              |
| 117 | Peter Terrid           | Herrscher im Unsichtbaren     |
| 118 | Hugh Walker            | Die Elvenbrücke               |
| 119 | Paul Wolf              | Das sterbende Land            |
| 120 | Hubert Haensel         | Das Crusenriff                |
| 121 | Horst Hoffmann         | Der siebte Kristall           |
| 122 | Hans Kneifel           | Der Hexer von Quin            |
| 123 | Peter Terrid           | Duell der Steinmänner         |
| 124 | Paul Wolf              | Zeichen des Lichts            |
| 125 | Hugh Walker            | Der Wettermacher              |
| 126 | Hubert Haensel         | Die Toteninsel                |
| 127 | Hubert Haensel         | Das Dämonentor                |
| 128 | Hans Kneifel           | Jäger des Einhorns            |
| 129 | Peter Terrid           | Fluch über Nykerien           |
| 130 | Hugh Walker            | Das Auge des Kriegers         |
| 131 | Paul Wolf              | Der goldene Strom             |
| 132 | Horst Hoffmann         | Raub der Zauberkristalle      |
| 133 | Hubert Haensel         | Der Todesstern                |
| 134 | Hans Kneifel           | Der unsichtbare Feind         |
| 135 | Peter Terrid           | Die Unberührbaren             |
| 136 | Hubert Haensel         | Darkons Tod                   |
| 137 | Hugh Walker            | Heerführer der Finsternis     |
| 138 | Hans Kneifel           | Der Berg des Lichts           |
| 139 | Paul Wolf              | Allumeddon                    |
| 140 | Hans Kneifel           | Am Anfang war das Chaos       |
| 141 | Hugh Walker            | Fluch der Hestande            |
| 142 | Peter Terrid           | Unabitt, der Henker           |
| 143 | Hubert Haensel         | Die Himmelsfestung            |
| 144 | Horst Hoffmann         | Wald der Masken               |
| 145 | Horst Hoffmann         | Die Trugburg                  |
| 146 | Hans Kneifel           | Das Spiel der Götter          |
| 147 | Hugh Walker            | Geist der Aegyr               |
| 148 | Peter Terrid           | In den Klüften der Unterwelt  |
| 149 | Hubert Haensel         | Der Herr des Chaos            |
| 150 | Paul Wolf              | Drachenland                   |
| 151 | Paul Wolf              | Die Schatten von Rhin         |
| 152 | Horst Hoffmann         | Der Drachenplan               |
| 153 | Hans Kneifel           | Die Pranke des Löwen          |
| 154 | Hans Kneifel           | Die Schlangengrube            |
| 155 | Peter Terrid           | Der Einhornfriedhof           |
| 156 | Hubert Haensel         | Der Sturz des Falken          |
| 157 | Horst Hoffmann         | Exodus der Drachen            |
| 158 | Hans Kneifel           | Das Herz der Schlange         |
| 159 | Peter Terrid           | Bruder der Wölfe              |
| 160 | Peter Terrid           | Das Heer der Ahnen            |
| 161 | Hubert Haensel         | Monument der Finsternis       |
| 162 | Peter Terrid           | Scharen des Schreckens        |
| 163 | Peter Terrid           | Spur der Alpträume            |
| 164 | Peter Terrid           | Tanz der 7 Monde              |
| 165 | Hans Kneifel           | Verbotene Träume              |
| 166 | W. K. Giesa            | Töchter von Vanga             |
| 167 | Hubert Haensel         | Der Rote Eroberer             |
| 168 | Hubert Haensel         | Eine Stätte des Lichts        |
| 169 | Hans Kneifel           | Masken des flammenden Todes   |
| 170 | Hans Kneifel           | Hüter des magischen Todes     |
| 171 | W. K. Giesa            | Geburt einer Legende          |
| 172 | Hubert Haensel         | Rauhnacht                     |
| 173 | Peter Terrid           | Traumwelt                     |
| 174 | Hans Kneifel           | Die Söhne des Kriegers        |
| 175 | Hans Kneifel           | Im Verbotenen Land            |
| 176 | W. K. Giesa            | Die Arena von Alef            |
| 177 | W. K. Giesa            | Xatan schlägt zu              |
| 178 | Hans Kneifel           | Der Wall und das Mausoleum    |
| 179 | Peter Terrid           | Der Krieger erwacht           |
| 180 | Hubert Haensel         | Gorgans Heer                  |
| 181 | Hubert Haensel         | Durch die Hirdanai            |
| 182 | Hans Kneifel           | Rückkehr des Alleshändlers    |
| 183 | Hans Kneifel           | Die Schlacht um Skarpalien    |
| 184 | W. K. Giesa            | Das steinerne Buch            |
| 185 | W. K. Giesa            | Kristallmond                  |
| 186 | Peter Terrid           | Die Ruinen von Ptaath         |
| 187 | Peter Terrid           | Der Kreis der Zaubermütter    |
| 188 | Hans Kneifel           | Occunosta                     |
| 189 | Hubert Haensel         | Nomaden des Meeres            |
| 190 | Hubert Haensel         | Kampf um Caer                 |
| 191 | Hans Kneifel           | Flammen über stong-nil-lumen  |
| 192 | W. K. Giesa            | Sternenfall                   |

Die Nummer 193 und die Nummern 194 bis 199 in Exposeform sind als Nummer 36 des Jahrbuchs Magira erschienen und ein weiterer Band, Zauberei in Tainnia von Hugh Walker, in Nummer 37.
| Nr. | Autor          | Titel                         |
| --- | -------------- | ----------------------------- |
| 193 | Hubert Haensel | Nykerien erwacht              |
| 194 | Hubert Haensel | Kampf um Skatton              |
| 195 | W. K. Giesa    | Der Königstrolle Runenschrift |
| 196 | Hans Kneifel   | Verrat!                       |
| 197 | W. K. Giesa    | Kopfjäger auf Mythor          |
| 198 | Hans Kneifel   | Die letzte Bastion            |
| 199 | W. K. Giesa    | Der letzte Regenbogen         |